# Not Your Kind of People
| Críticas profissionais | Críticas profissionais |
| Pontuações agregadas   | Pontuações agregadas   |
| Fonte                  | Avaliação              |
| ---------------------- | ---------------------- |
| Metacritic             | 62/100                 |
| Avaliações da crítica  |                        |
| Fonte                  | Avaliação              |
| About.com              | [ 2 ]                  |
| Artistdirect           | [ 3 ]                  |
| Entertainment Weekly   | [ 4 ]                  |
| The Guardian           | [ 5 ]                  |
| musicOMH               | [ 6 ]                  |
| NME                    | 3/10                   |
| Pitchfork Media        | 6.4/10                 |
| Rolling Stone          | [ 9 ]                  |
| Spin                   | [ 10 ]                 |
| Virgin Media           | [ 11 ]                 |

Not Your Kind of People é o quinto álbum de estúdio do grupo de rock alternativo Garbage, lançado em maio de 2012. O álbum marca o retorno da banda depois de sete anos sem lançar nenhum disco, e é o primeiro da banda pelo selo próprio STUNVOLUME. A distribuição internacional inclui a Cooperative Music na Europa, Ásia e América Latina, a Mushroom Records na Austrália e Nova Zelândia, a Universal Music no Canadá,  e a Sony Music no Japão. O primeiro single, "Blood for Poppies"  foi lançado em março de 2012, e "Battle In Me", o segundo single do disco, teve maio de 2012 como data escolhida para lançamento.
O álbum foi gravado em estúdios da Califórnia, em Hollywood, Silverlake, Glendale, e Atwater Village. O baixo no álbum foi gravado por Justin Meldal-Johnsen, enquanto a atriz finlandesa Irina Björklund toca serra em uma faixa. As filhas dos membros Steve Marker e Butch Vig cantam na faixa-título.

## Track listing
1. "Automatic Systematic Habit" - 3:18
2. "Big Bright World" - 3:35
3. "Blood for Poppies" − 3:38
4. "Control" - 4:12
5. "Not Your Kind of People" - 4:57
6. "Felt" - 3:26
7. "I Hate Love" - 3:54
8. "Sugar" - 4:01
9. "Battle in Me" - 4:14
10. "Man on a Wire" - 3:07
11. "Beloved Freak" - 4:30

Faixas extras da edição deluxe
1. "The One" - 4:43
2. "What Girls Are Made Of" - 3:47
3. "Bright Tonight" - 4:02
4. "Show Me" - 5:14

Faixas extras da edição deluxe japonesa
1. "The One" - 4:43
2. "What Girls Are Made Of" - 3:47
3. "Love Like Suicide" - 3:49
4. "Bright Tonight" - 4:02
5. "Show Me" - 5:14